# Thomas Theodor Heine
Thomas Theodor Heine, född 28 februari 1867, död 26 januari 1948, var en tysk tecknare.
Heine utförde först landskap och symboliska figurkompostioner men övergick till karikatyrteckningen och var från grundandet av Simplicissimus (1896) en av dess ledande krafter. Heines karaktärsfulla, stundom hätska satirer över samtidens lyten uppbars av social rättfärdighetskänsla. Flera samlingar av Heines verk utgavs även i bokform.
I samband med nazisternas maktövertagande flydde Heine 1933 till Prag och därifrån till Oslo 1938. 1942 flydde han från Norge till Sverige, där han tecknade i Söndagsnisse-Strix. I Sverige utgav Heine romanerna Jag väntar på under (1944) och Sällsamt händer (1947). Heine är representerad vid bland annat Nationalmuseum.